# Brabantse Wal (Vogelschutzgebiet)
Das Europäische Vogelschutzgebiet Brabantse Wal (deutsch Brabanter Wall) liegt auf dem Gebiet der Gemeinden Woensdrecht, Bergen op Zoom und Roosendaal in der niederländischen Provinz Noord-Brabant. Das 48 km² große Schutzgebiet gehört zum europäischen Schutzgebietsnetz Natura 2000. Es umfasst die Wälder zwischen der belgisch-niederländischen Grenze bei Putte und Bergen op Zoom. Neben Waldflächen kommen im Gebiet auch Moore und Heiden vor. Die Wälder sind teils naturnahe Laubmischwaldbestände, teils Nadelforste.
Das Vogelschutzgebiet überschneidet sich im Süden dem gleichnamigen FFH-Gebiet. Es wurde im Jahr 2000 ausgewiesen.

## Schutzzweck

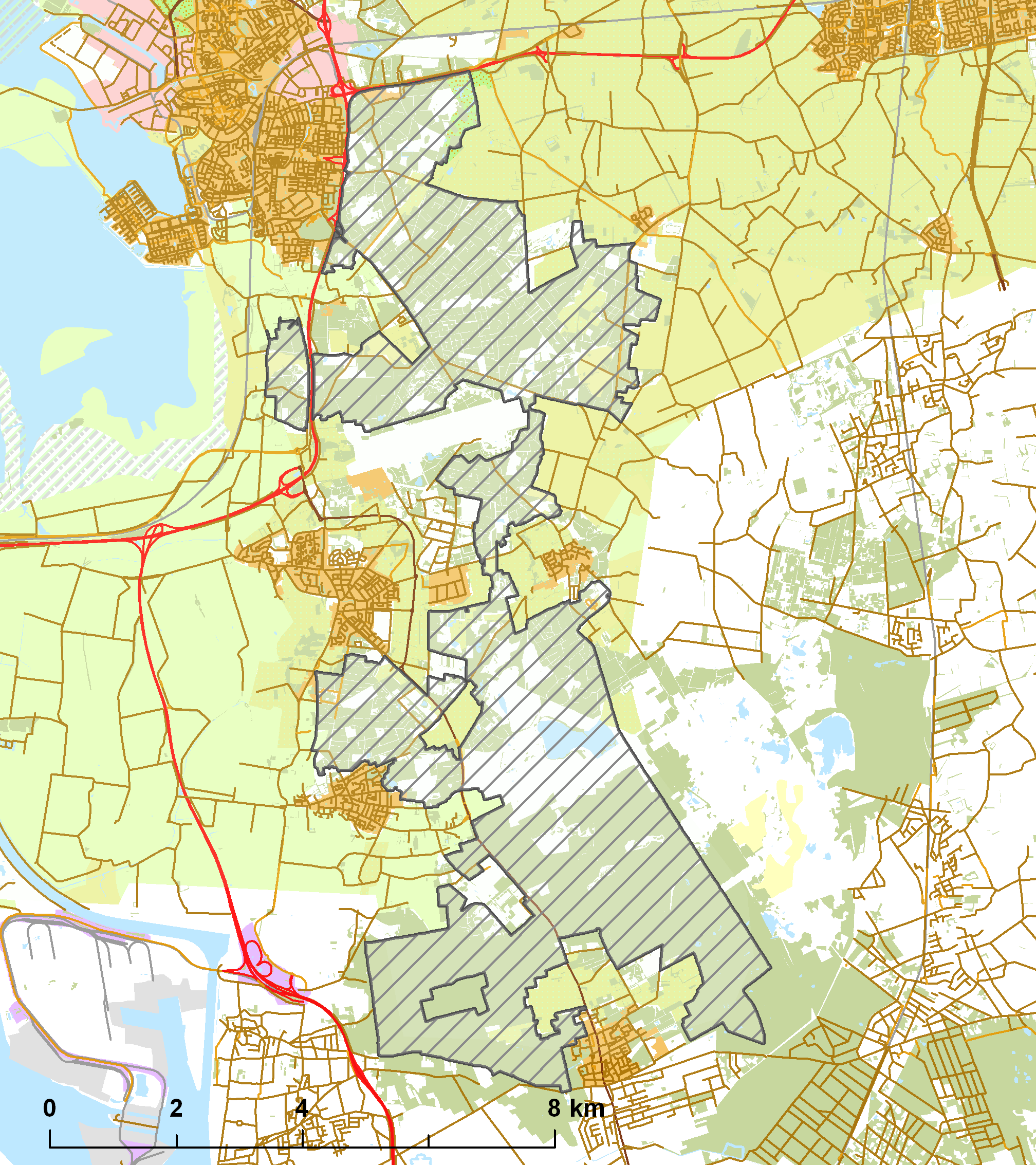
Karte des Schutzgebiets (schraffiert)

### Arteninventar
Folgende Vogelarten sind für das Gebiet gemeldet; Arten, die im Anhang I der Vogelschutzrichtlinie geführt sind, sind mit * gekennzeichnet:
| Bild               | Anhang I | EU Code | Art                | wissenschaftlicher Name |
| ------------------ | -------- | ------- | ------------------ | ----------------------- |
| Ziegenmelker       | *        | A224    | Ziegenmelker       | Caprimulgus europaeus   |
| Schwarzspecht      | *        | A236    | Schwarzspecht      | Dryocopus martius       |
| Heidelerche        | *        | A246    | Heidelerche        | Lullula arborea         |
| Purpurreiher       | *        | A072    | Wespenbussard      | Pernis apivorus         |
| Schwarzhalstaucher |          | A008    | Schwarzhalstaucher | Podiceps nigricollis    |
| Zwergtaucher       |          | A004    | Zwergtaucher       | Tachybaptus ruficollis  |